# ГЕС Huá'ān
ГЕС Huá'ān (华安水电站) — гідроелектростанція на сході Китаю у провінції Фуцзянь. Використовує ресурс із річки Beixi, лівої складової короткої річки Jiulong, котра впадає до Тайванської протоки біля міста Сямень.
У межах проєкту річку перекрили бетонною греблею довжиною 194 метри, яка утримує водосховище з об'ємом 5,2 млн м3 (корисний об'єм 3,9 млн м3) та нормальним рівнем поверхні на позначці 94 метри НРМ.
У 1970-х роках зі сховища по лівобережжю проклали дериваційну трасу довжиною 8,9 км, яка включає канали, тунелі та водоводи. Вона живила чотири турбіни потужністю по 15 МВт, котрі використовували напір у 47 метрів та забезпечували виробництво 360 млн кВт·год електроенергії на рік.
А у 2013 році стала до ладу друга черга з власним машинним залом, де встановлено дві турбіни типу Френсіс потужністю по 40 МВт. Ресурс для них транспортується по тунелю довжиною 7,1 км з діаметром 9 метрів, який переходить у напірний водовід довжиною 0,27 км з діаметром 8,8 метра. В системі також працює вирівнювальний резервуар висотою 86 метрів, який включає верхню камеру висотою 53 метри з діаметром 20 метрів та з'єднувальну шахту з діаметром 9 метрів. Проєктне виробництво черги визначено на рівні 262 млн кВт·год електроенергії на рік. Видача продукції другої черги була організована по ЛЕП, розрахованій на роботу під напругою 220 кВ.